# Храстов Дол
Храстов Дол (словен. Hrastov Dol) — поселення в общині Іванчна Гориця, Осреднєсловенський регіон, Словенія. Висота над рівнем моря: 297,9 м.